# Si nos dejan (telenovela colombiana)
Si nos dejan fue una telenovela colombiana producida por Jorge Barón Televisión y emitida por la Cadena Uno de Inravisión entre los años 1995 y 1996. Estuvo protagonizada por los actores Linda Lucía Callejas Natalia Ramírez y Juan Pablo Gamboa.

## Sinopsis
María Lucía (Linda Lucía Callejas) es una joven optimista y emprendedora, a quien el destino se ha encargado de cambiar el rumbo de su vida, cuando es secuestrada y alejada de su padre. Es entonces cuando se enfrenta a un mundo que no le corresponde vivir, al lado de su supuesto tío Carmelo y la esposa de este, Tere.
José Alejandro (Juan Pablo Gamboa), por su parte, es un médico veterinario de carácter recio y heredero de una hacienda dedicada al ganado, que deberá soportar la falta de afecto de su madre, Ángela Rivera (Raquel Ércole), por el hecho de ser adoptado.
María Lucía y José Alejandro encontrarán consuelo mutuo, y así se enfrentarán al mundo y a los obstáculos que intentan separarlos, aunque eso no será nada fácil.
La novela fue producida en Colombia y utilizó a la Hacienda La Armenia, ubicada en Sopó (Cundinamarca) como locación para su grabación.

## Elenco
- Linda Lucía Callejas - María Lucía / Mariana
- Juan Pablo Gamboa - José Alejandro
- Gustavo Ángel - Esteban
- Natalia Ramírez - Tina
- Raquel Ercole - Angela Rivera
- Germán Rojas - Alberto
- Gloria Gómez - Tere
- Margoth Velásquez
- Luis Mesa
- Carlos Congote
- Luz Stella Jaramillo
- Samara de Córdova
- Stella Rivero
- Erika Schütz
- Mauro Urquijo
- Javier Sáenz
- Enrique Tobon
- Álvaro Castillo
- María Eugenia Penagos